# المسيال (بني سعد)

تعديل مصدري - تعديل

المسيال هي إحدى قرى عزلة بني حمادي بمديرية بني سعد التابعة لمحافظة المحويت، بلغ تعداد سكانها 406 نسمة حسب تعداد اليمن لعام 2004.